# Гутакер, Мариан
Мариан Ионович Гутакер (Гранёвский) (пол. Marian Graniewski (Gutaker); 7 декабря 1918 года, Львов, II Речь Посполитая — 13 ноября 2007 года, Варшава, III Речь Посполитая) — польский военачальник, в 1947—1948 годах командующий пограничными войсками Польши. Организатор и первый командир ПВО Польши, вице-министр обороны.

## Биография
Мариан Гутакер родился во Львове в семье бедного еврейского сапожника, Ионы Гутакера. В сентябре 1940 года призван в Красную Армию. С началом Великой Отечественной войны (с июня 1941 года) на фронте. В мае 1943 года направлен для продолжения службы в 1. пехотную дивизию им. Т. Костюшко, на должность офицера политического воспитания. Участвовал в битве под Ленино.
В 1945 году назначен на должность заместителя командира 8. пехотного полка и 9. пехотной дивизии. Принимал участие в освобождении Варшавы, форсировании Одера, освобождении Дрездена и Праги.
После окончания войны заместитель командующего Поморским военным округом в Кошалине.
С 25 марта 1947 года начальник департамента ВОП, с 1 апреля 1948 года должность переименована в Главный инспектор охраны границы. Приказом от 23 апреля 1948 года освобождён от этой должности и отправлен на учёбу в военную академию в Москву.
В 1950 году вернулся в Польшу и занялся организацией территориальной противовоздушной обороны, став её первым командиром. В 1954 году направлен на работу в международную комиссию по контролю и надзору, целью которой был контроль прекращения огня, отвод войск и установление мира во Вьетнаме.
После «октябрьской оттепели» 1956 года вернулся на кадровую службу в армию — первоначально на должность заместителя начальника генерального штаба и заместителем министра народной обороны. В 1958 году произведён в дивизионные генералы и занял пост главного инспектора планирования и технологий МОН.
В 1967 году уволен из армии на волне антисемитских чисток. С 1968 года переведён в отставку.
Умер в Варшаве в ноябре 2007 года. Похоронен на Воинских Повонзках.

## Награды
- Орден воинской доблести V класса (1945)
- Орден «Крест Грюнвальда» III степени (1945)
- Серебряная Медаль «Заслуженным на поле Славы» (1945)
- Медаль «За Варшаву 1939—1945»
- Медаль «За Одру, Нису и Балтику»
- Кавалерский крест Ордена Возрождения Польши (1945)
- Командорский крест Ордена Возрождения Польши (1954)
- Золотая Медаль «Вооружённые силы на службе Родине» (1958)
- Бронзовая Медаль «За заслуги при защите страны» (1967)
- Орден «Знамя Труда» I класса
- Юбилейная медаль «10 лет Народной Польши»
- Орден Красного Знамени (СССР) (1967)
- Медаль «За победу над Германией в Великой Отечественной войне 1941—1945 гг.» (СССР)
- Орден Белого льва (Чехословакия) (1948)
- Крест Храбрых (1947)

И другие.